# International Plastic Modellers' Society
L'International Plastic Modellers' Society (communément abrégé IPMS) est une communauté internationale d'adeptes et de passionnés du modélisme fondée par Peter Elley en 1963 au Royaume-Uni. Elle est la première au monde, historiquement et en nombre de membres, de ce Fandom/Hobby.
Le modélisme, parfois improprement appelé maquettisme, est un loisir technique qui consiste en la reproduction à échelle réduite d'un engin civil ou militaire (bateau, avion, véhicule, canon, etc.) existant ou dans le rendu de personnages historiques ou « fictionnels » (personnages de films ou de romans de Science-fiction ou de Fantasy, etc.) en figurines. Il se démarque du modélisme radio-commandé (naval, aérien, terrestre) et du modélisme ferroviaire qui constituent deux autres sphères séparées, même si les échanges avec ce dernier sont nombreux (modèles, truc et astuces de montage et de peinture, etc.). Il se distingue aussi du monde du jeu de rôle, du jeu d'histoire ou du wargame, plus axés sur l'aspect jeu de société, même s'il existe une fois encore des « ponts » du même ordre entre les deux domaines. 

## Histoire et organisation

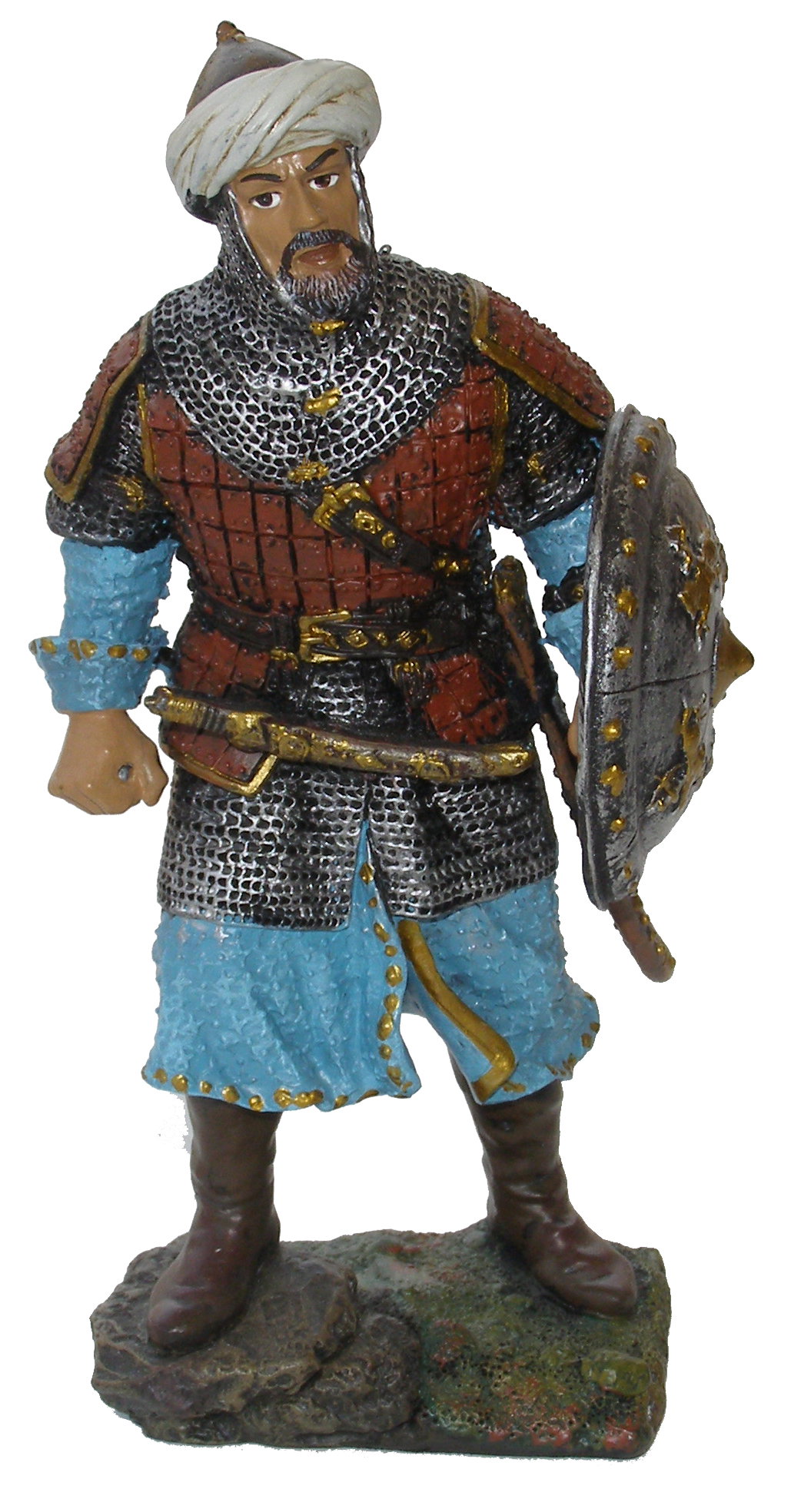
Une figurine de guerrier mauresque.

La Society est née de l'initiative privée d'enthousiastes regroupés autour du père fondateur Peter Elley. Cette bande de copains, fanatiques de modélisme, fondent la British Plastic Modeller's Society  en 1963. Très vite, de nombreux modélistes étrangers y adhèrent. Rapatriant l'idée de Peter Elley dans leur pays d'origine, ils dupliquent le concept ... l' IPMS, naissant ainsi par « internationalisation » et « parthénogenèse » du club britannique d'origine. C'est ainsi que la branche canadienne est créée en 1964, la branche belge  en 1968, la branche guatémaltèque en 1989 .... Compte tenu de cette origine britannique, l'anglais est naturellement devenu la langue usuelle des échanges entre les clubs affiliés à l'IPMS (cf. infra). Il a aussi fait son entrée dans le  « jargon initiatique vernaculaire » international des fans (weathering - technique de vieillissement et de patine des modèles, kit - modèle (non monté) ou assortiment de pièces de conversion, etc.).
L'IPMS est organisée au niveau mondial en chapitres ou branches nationales. Il s'agit d'une organisation tout à fait informelle, puisqu'il n'existe pas d'instance supranationale pour couronner le tout. Aux États-Unis, presque chaque état compte une branche propre, se divisant elle-même en sections/clubs régionaux, par exemple les principaux centres urbains, sans qu'il n'existe d'autorité « fédérale » à proprement parler, la cellule IPMS/USA étant plutôt un organisme de coordination et un carrefour pour les chapters régionaux. De nombreux membres de l' IPMS ont par ailleurs été à l'origine de la création de clubs à spécificités plus régionales ou thématiques, qui ne sont pas, en tant que tels, des succursales de l' IPMS mais qui gravitent dans son obédience. C'est par exemple le cas de la Miniature Armoured Fighting Vehicle Association (MAFVA), club britannique spécialisé dans le véhicule militaire comme l' Armor Modeling and Preservation Society - APMS américaine. Au sein de l' IPMS elle-même se sont également créées des cellules thématiques, les Spécial Interest Groups (SIG).
Dans cette organisation multinationale et multiculturelle, être membre de sa section nationale n'empêche nullement de s'affilier à une autre, moyennant le payement de la cotisation locale.

## Le modélisme, hobby pluridisciplinaire sans frontières

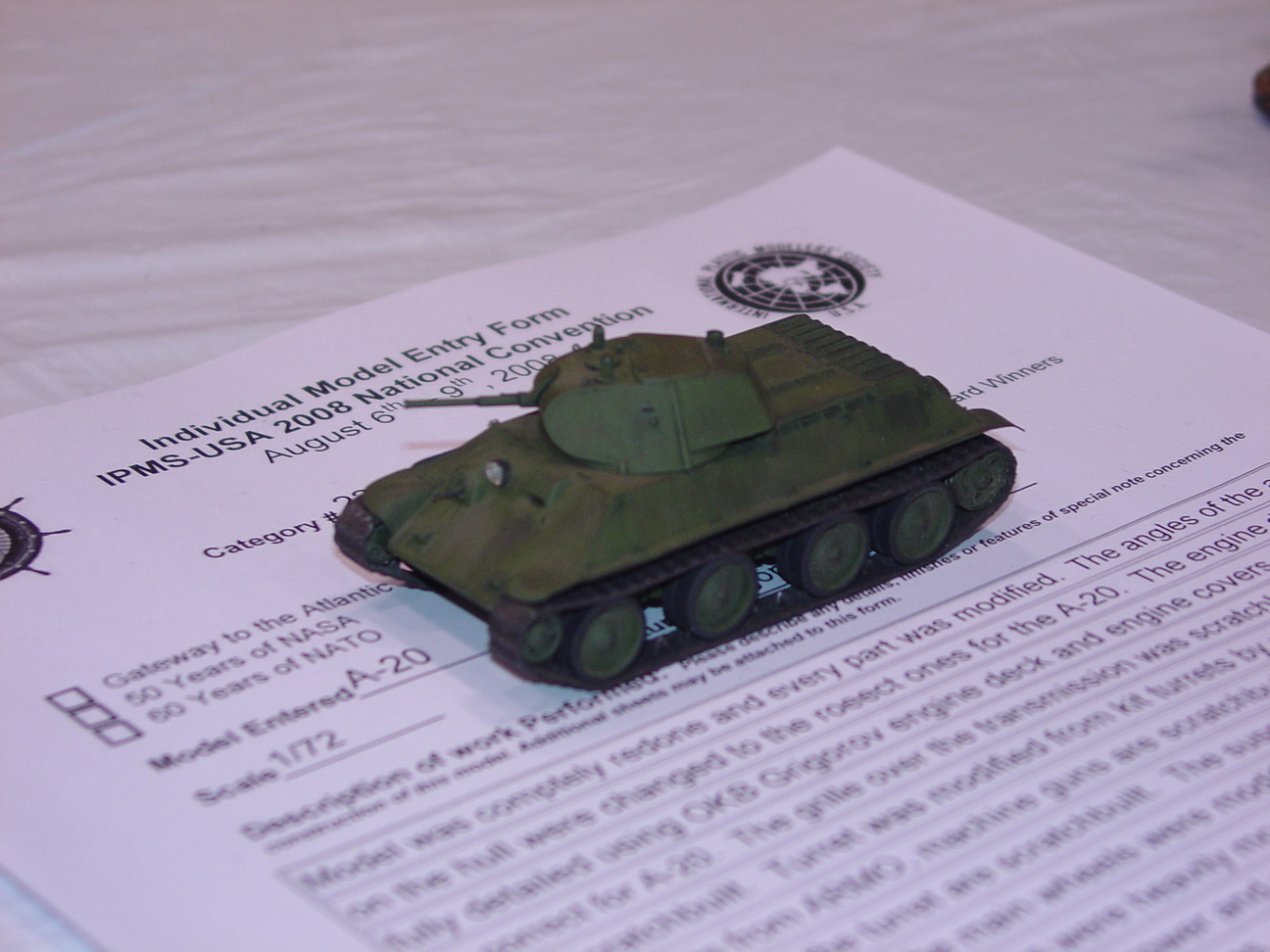
Modèle réduit de véhicule militaire présenté lors d'une exposition du chapitre américain de l'association. On aperçoit son logo sur le coin supérieur droit de la fiche de présentation.

L' IPMS est une communauté internationale apolitique, ne dépendant d'aucune institution internationale ni d'aucun gouvernement et ne tenant aucunement compte des appartenances philosophiques, religieuses ou sociales de ses membres. Lors des Conventions ou des réunions de club, tout un chacun s'y côtoie dans une ambiance conviviale et son caractère multiculturel en fait un espace privilégié de rencontres. Une seule condition pour devenir membre : payer sa cotisation, toujours fort modeste. Les branches sont soumises aux lois nationales en matière d'association culturelle sans but lucratif dans leur pays respectifs. Tous les cadres (Président, secrétaires, trésorier) sont des bénévoles et les fonds collectés servent à financer - souvent avec difficulté, car elles doivent s'auto-financer sans recevoir de fonds publics - les activités du club et les publications périodiques de contact entre les membres.  

### Évolution technique du hobby
Comme son nom l'indique explicitement, l'IPMS regroupe au départ des « colleurs » de maquettes en plastique. Mais si les modélistes francophones s'affublent toujours du terme de colleurs de plastique - souvent avec une bonne dose d'autodérision - ce hobby ne s'est pas cantonné à ce seul matériau.